# Judith Sargent Murray
Judith Sargent Stevens Murray (Gloucester, Massachusetts, 1 de maig de 1751 - Natchez, Mississipi, 6 de juliol de 1820) fou una escriptora estatunidenca durant la primerenca república, coneguda principalment pels seus assajos i comentaris periodístics sobre temes públics contemporanis, especialment els drets de les dones.

## Vida
Judith Sargent va néixer a Gloucester (Massachusetts) l'1 de maig de 1751 —any en què les colònies americanes estaven sota domini britànic—, filla d'un ric armador i comerciant. Va rebre una educació inusualment bona per a una noia del seu temps. El 1769 es va casar amb el capità marítim John Stevens. Va començar a escriure en vers en la dècada de 1770, però aviat començà a escriure en forma d'assaig, ja que el període revolucionari va despertar el seu interès pels drets de les dones. El 1784, sota el pseudònim de Constantia, va publicar alguns assajos a la revista Boston i a la revista The Gentleman and Lady’s Town and Country, començant amb l'assaig Desultory Thoughts upon the Utility of Encouraging a Degree of Self-Complacency, Especially in Female Bosoms. El seu marit va morir el 1786, i dos anys més tard es va casar amb John Murray, pastor considerat el fundador de l'universalisme americà organitzat. El 1790, els poemes de Judith Sargent van començar a aparèixer a la revista Massachusetts i, des de febrer de 1792 fins a l'agost de 1794, va contribuir en una columna mensual titulada The Gleaner, en la qual parlava sobre assumptes i qüestions públiques del dia a dia i especialment sobre el seu interès particular, l'educació igualitària per a les dones. El març de 1795, la seva obra The Medium o The Happy Tea Party es va representar al Federal Street Theater de Boston, probablement la primera obra d'un autor nord-americà que es presentava en aquell teatre. La següent, The Traveler Returned (produïda el 1796), no va tenir èxit. El 1798, les columnes The Gleaner de Judith Sargent van ser recollides i publicades en tres volums sota el mateix títol. Va editar les Letters and Sketches of Sermons (1812-13) del seu marit i, després de la seva mort el 1815, Records of the Life of the Rev. John Murray, Written by Himself, with a Continuation by Mrs. Judith Sargent Murray (1816). El 1816 Judith Sargent va deixar Boston per viure amb la seva filla a Natchez, on va morir.